# Pierre Soubiranne
Pierre Soubiranne, né le 18 janvier 1828 à Céret (Pyrénées-Orientales) et mort le 18 juin 1893 dans cette même ville, est un évêque catholique français, notamment évêque de Belley.

## Biographie

### Formation
Pierre-Jean-Joseph Soubiranne est né le 18 janvier 1828 à Céret (Pyrénées-Orientales). Il est le fils de Jean Thadée Soubiranne i Rondoni, docteur en chirurgie et de Josèphe Catherine Do i Marill, il est le deuxième d’une fratrie de trois garçons. Son intelligence précoce, l’aisance financière de ses parents et la clairvoyance de son oncle prêtre font qu’il fut admis au petit séminaire de Saint-Nicolas du Chardonnet dirigé par le père Félix Dupanloup. Ils ne se perdront plus de vue, en poursuivant une relation d’attirance intellectuelle, d’entraide, de collaboration, de ruptures et de réconciliation. Pierre Soubiranne ne tarde pas à rejoindre le séminaire de Saint-Sulpice, dont le niveau est très élevé, où il côtoie Charles Lavigerie, Joseph-Alfred Foulon et François Leuillieux.

### Prêtre
Il est ordonné prêtre en 1856. Il rejoint le premier de ses mentors, Félix Dupanloup, et l'aide à la maison d'éducation de Saint-Nicolas du Chardonnet. Il le suit à l'évêché d'Orléans où il devient à 28 ans son vicaire général apostolique. Là, Pierre Soubiranne se consacre à la diffusion des œuvres catholiques et à des travaux intellectuels. « Si le père Dupanloup était libéral en politique, il ne l’était pas du tout en matière pastorale et il fallait beaucoup d’abnégation à ses vicaires pour supporter un évêque qui s’acharnait à ce qu’ils fissent leur purgatoire sur terre. »

### Directeur Général de l'Œuvre des Écoles d’Orient
Ses talents de théologien l’ayant ramené à Paris, il ne tardera pas à rejoindre la direction de l'Œuvre d'Orient, comme sous-directeur. Le 27 avril 1863, Charles Lavigerie cède officiellement son titre de directeur général de L'Œuvre des Écoles d'Orient à l’abbé Soubiranne, qui dirigeait l’Œuvre de facto depuis 1861. Il est le deuxième directeur général de L'Œuvre des Écoles d'Orient (2 septembre 1861 – 27 janvier 1872).

### Évêque Auxiliaire d’Alger
Il accompagne Charles_Lavigerie, archevêque d’Alger, au concile de Vatican I en qualité d'ami et de conseiller.
En 1871, l'archevêque d'Alger fait savoir au Saint-Siège que la direction des missions catholique en Afrique occupe la grande majorité de son temps, et demande à être suppléé. Pie IX nomme alors Pierre-Jean-Joseph Soubiranne évêque auxiliaire in partibus de Sébastée-en-Cilicie (de), afin d'aider Lavigerie. C'est ce dernier qui consacre l'abbé Soubiranne le 4 février 1872 dans l'église Saint-Augustin de Paris. Le nouvel évêque travaille activement aux missions pastorales, sous la houlette du primat d'Afrique, et leur coopération porte du fruit. Le biographe du cardinal Lavigerie, Baunard, dresse un portrait élogieux de Soubiranne : « On remarquait, près de l'archevêque, un évêque jeune encore, d'une belle prestance et le front largement découvert, remarquablement distingué de paroles et de manières […] Mgr Soubiranne était un esprit élégant, un homme de lettre et un homme du monde,. »
Après six années d'apostolat aux côtés de l'archevêque d'Alger, l'évêque de Sébastée-en-Cilicie rentre en France. Les deux prélats gardent toutefois intacte l'amitié qui les unit, et Lavigerie emploie tout son zèle et use de son crédit pour faire nommer son ancien auxiliaire à un siège épiscopal en métropole. Cependant, Dupanloup voyait d'un mauvais œil le retour de son ancien vicaire, auquel il gardait rancune. L'évêque d'Orléans, proche du maréchal Patrice de Mac-Mahon, fit preuve d'une implacable opposition à la nomination de Soubiranne, malgré les efforts de Lavigerie, de Bourret et de Langénieux. Ce n'est que lorsque le maréchal de Mac-Mahon démissionna et que Dupanloup perdit de son influence que les efforts de l'archevêque d'Alger portèrent du fruit.
Soubiranne avait choisi pour armoiries épiscopales la Croix de Jérusalem et le Sacré-Cœur ; et pour devise : « Spes in utroque » (« En l’un et l’autre toute mon espérance »).

### Évêque de Belley
Au consistoire tenu le 27 février 1880 en vue de la nomination d'un nouvel évêque pour le siège épiscopal de Belley, le nom de Pierre Soubiranne est préconisé. Il est intronisé le 20 avril 1880. Durant son épiscopat il fonde le collège Saint-Pierre à Bourg-en-Bresse ainsi qu'un orphelinat à Ferney. Il travaille aussi à l'achèvement du procès apostolique du vénérable curé d'Ars. Un accident de voiture survenu lors d'une tournée pastorale laisse de graves blessures à Pierre Soubiranne. Les séquelles persistent et ne s'amenuisent pas avec le temps, ce qui contraint l'évêque à quitter sa charge pastorale après sept ans passés dans le diocèse. En 1887, il se retire dans sa ville natale de Céret, dans son mas qu’il avait acquis dès 1868, muni du titre d'archevêque in partibus de Néocésarée-du-Pont (de) (actuelle Niksar en Turquie).
Il décède le samedi 17 juin 1893 au mas de Llamouzy (devenu le mas Soubiranne). Noël Gaussail, évêque de Perpignan, célèbre la messe d’obsèques le 23 juin dans l'église de Céret. L'oraison funèbre est prononcée par Louis-Joseph Luçon, le successeur immédiat du défunt prélat au siège de Belley. Il est inhumé dans le caveau familial dans l'ancien cimetière de Céret.

## Publications de Pierre Soubiranne

### Écrits
- Les Bulgares, les Grecs, les Arméniens, Note : Extrait du XIVe, du XVe et du XVIe "Bulletin de l'Œuvre des Écoles d'Orient", février, mai, juillet 1862. Belin, Paris, 1862. catalogue, Visualiser dans Gallica, ISNI 0000 0000 7688 8465.

### Panégyrique
- Panégyrique de St Martin, évêque de Tours, prononcé dans l'église d'Olivet à la fête du 8 juillet 1860. Éditions Gatineau, Blanchard, Orléans, 1860, ISNI 0000 0000 7688 8465.
- Panégyrique de saint Claude, évêque de Besançon, prêché dans la cathédrale de Saint-Claude, le 6 juin 1881. Imprimerie de Villefranche, Bourg, 1881, ISNI 0000 0000 7688 8465.
- Oraison funèbre de Messire Louis Mermod, curé de Gex. Imprimerie de A. Sauzet, Belley, 1881, ISNI 0000 0000 7688 8465.

### Discours
- Discours sur l'Œuvre  des Écoles d'Orient (Note : Congrès catholique de Malines. Août 1863. Dernière séance publique solennelle, Belin, Imprimerie de Divry, Paris, 1863, ISNI 0000 0000 7688 8465.
- Discours prononcé pour l’ Erection solennelle de l’ Archiconfrérie de la Garde d'honneur du Sacré-Cœur de Jésus, (Donné à Bourg.), Imprimerie de Villefranche, Bourg, 1880, ISNI 0000 0000 7688 8465.
- Discours prononcé le 4 août 1881 à Ars pour l'anniversaire de la mort du vénérable Vianney et l'inauguration d'une statue monumentale de Sainte Philomène, Imprimerie de J.-M. Villefranche, Bourg, 1881, ISNI 0000 0000 7688 8465.
- Discours prononcé dans l'église de Saint-Nicolas de Blois, pour l'ouverture d'une chapelle du Sacré-Cœur de Jésus, le 7 août 1881, Imprimerie de Lecesne, Blois, 1881, ISNI 0000 0000 7688 8465.
- Discours prononcé à la cérémonie de la bénédiction de la première pierre de la basilique des SS. Ferréol et Ferjeux, apôtres de la Franche-Comté, le 30 août 1884, Imprimerie de P. Jacquin], Besançon, 1884, ISNI 0000 0000 7688 8465.
- Discours sur la nécessité de l'enseignement supérieur libre (l'Eglise primatiale de Lyon, le 18 novembre 1885, pour la rentrée des Facultés catholiques), Imprimerie de A. Sauzet, Belley, 1885, ISNI 0000 0000 7688 8465.

## Armes
D'argent à la croix de Jérusalem de gueules, au chef d'azur chargé d'un cœur enflammé d'or.